# Zhong Xuechun
Zhong Xuechun (18 de enero de 1994) es una luchadora china de lucha libre. Compitió en dos campeonatos mundiales. Se clasificó en el puesto quinto en 2015. Ganó la medalla de bronce en los Juegos Asiáticos de 2014. Consiguió dos medallas de oro en campeonato asiático, en 2014 y 2015. Tercera en la Copa del Mundo en 2014. Segunda en Campeonato Mundial de Juniores del año 2012.